# Armand Hammer Museum of Art

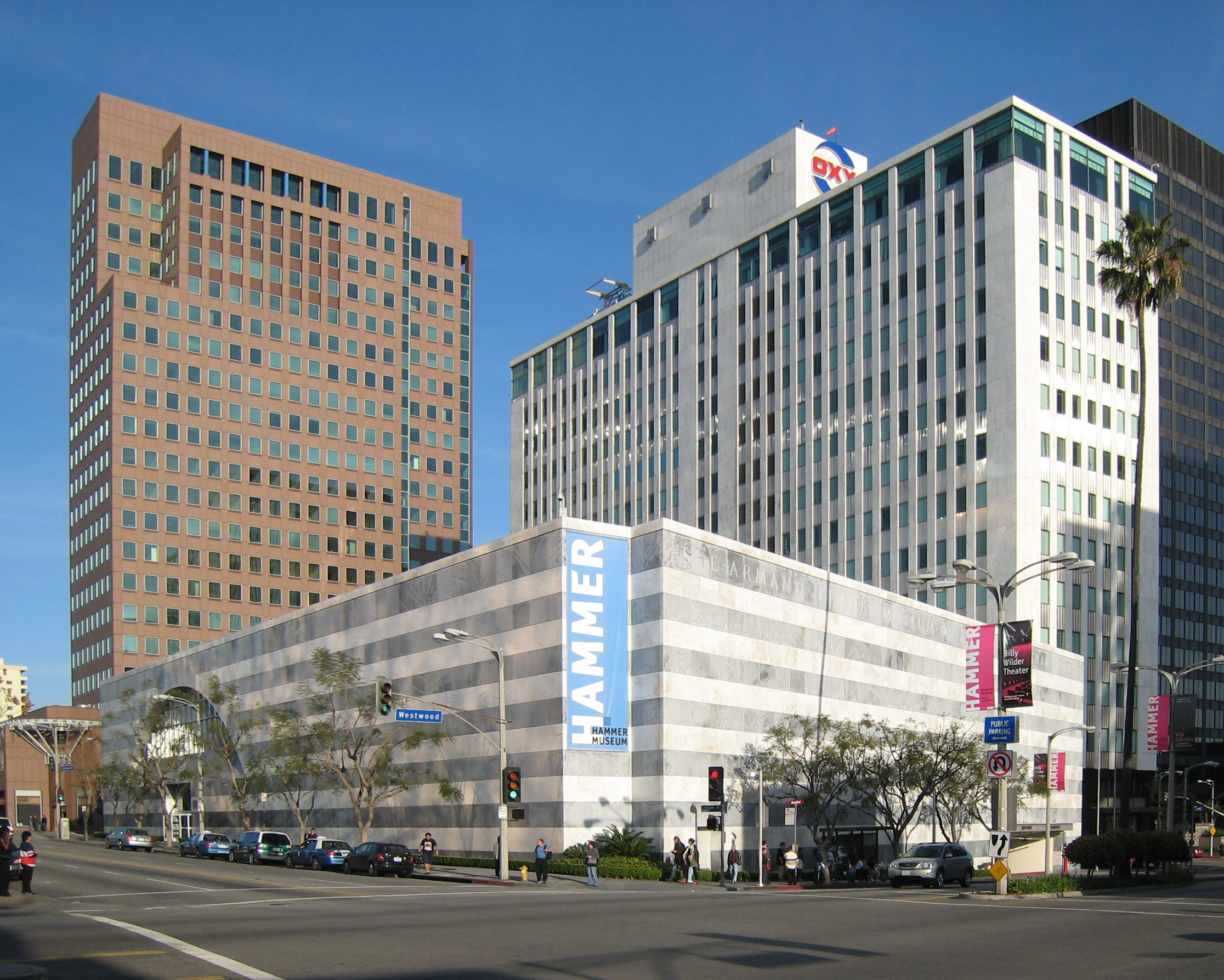
Das Hammer Museum

Das Armand Hammer Museum of Art and Cultural Center, kurz Hammer Museum oder UCLA Hammer Museum genannt, ist ein Kunstmuseum im Stadtteil Westwood von Los Angeles, Kalifornien. Es wird von der UCLA School of Arts and Architecture der Universität von Kalifornien betrieben.

## Geschichte
Das Museum wurde von Armand Hammer, dem damaligen Chef der Occidental Petroleum Corporation, im November 1990 gegründet. Er war vorher fast 20 Jahre Vorstandsmitglied des Los Angeles County Museum of Art (LACMA) und hatte seine private Kunstsammlung eigentlich diesem Museum zugesagt. Als Hammer neben dem Firmensitz sein eigenes Museum von dem Architekten Edward Larrabee Barnes bauen ließ, um seine umfangreiche Kunstsammlung zu präsentieren, zeigten sich das LACMA und die Öffentlichkeit überrascht. Der Bau des 7200 m² großen dreistöckigen Gebäudes kostete 60 Mio. Dollar, das Stiftungskapital betrug anfangs 38 Millionen. Da das Geld aus dem Firmenkapital stammte, klagten die Aktionäre und erreichten so eine Begrenzung der Ausstattungskosten. Armand Hammer starb 15 Tage nach der Eröffnung des Museums, das heute von der Universität von Kalifornien betrieben wird.

## Sammlungen
Den Kern der Sammlung bilden die ursprünglich von Armand Hammer erworbenen Kunstwerke. Hierzu gehören einige Altmeistergemälde wie das Porträt eines Mannes in Rüstung von Tizian, das Bild Junge Frau mit gelocktem Haar von Peter Paul Rubens oder die Werke Juno und Porträt eine Mannes einen schwarzen Hut haltend von Rembrandt van Rijn. Hinzu kommen von Gemälde von Jean Siméon Chardin, Jean-Honoré Fragonard und Francisco de Goya. Die Mehrzahl der Werke aus Hammers Privatsammlung stammen aus dem 19. und beginnenden 20. Jahrhundert. Darunter  befinden sich Bilder wie König David und Salomé tanzt vor Herod von Gustave Moreau, Bildnis eines Mannes von Théodore Géricault, Sarah Bernhardt von Alfred Stevens oder das Stillleben Päonien in einer blauweißen Vase von Henri Fantin-Latour. Daneben gibt es Gemälde des französischen Impressionismus wie Alice Legouvé im Lehnstuhl von Édouard Manet, Blick auf Bordighera von Claude Monet und Boulevard Montmartre, Mardi Gras von Camille Pissarro sowie Arbeiten des Spätimpressionismus wie Sich ausruhender Jüngling von Paul Cézanne, Bonjour Monsieur Gauguin von Paul Gauguin, Touc, auf dem Tisch sitzend von Henri de Toulouse-Lautrec und die Gemälde Der Pfarrgarten in Nuenen im Schnee, Der Sämann sowie Bäume im Garten des Hospitals Saint-Paul von Vincent van Gogh. Darüber hinaus gibt es Werke amerikanischer Künstler wie Summertime von Mary Cassatt und Dr. Pozzi at Home von John Singer Sargent. Besonders umfangreich ist die rund 7.500 Objekte umfassende Daumier-Sammlung im Museum. Neben Skulpturen, Gemälden, Zeichnungen und Drucken von Honoré Daumier gehören auch Arbeiten seiner Zeitgenossen zu diesem Sammlungsbereich. Dem Hammer Museum ist zudem das Grunwald Center for the Graphic Arts mit seiner Sammlung von mehr als 45.000 Arbeiten auf Papier angegliedert. Diese geht zurück auf den aus Los Angeles stammenden Fred Grunwald (1898–1968), der bereits 1956 der University of California seine etwa 5.000 Werke umfassende Kollektion geschenkt hatte, darunter Grafiken und Drucke von Künstlern wie Hieronymus Wierix oder Albrecht Dürer sowie zahlreiche Japanische Drucke.

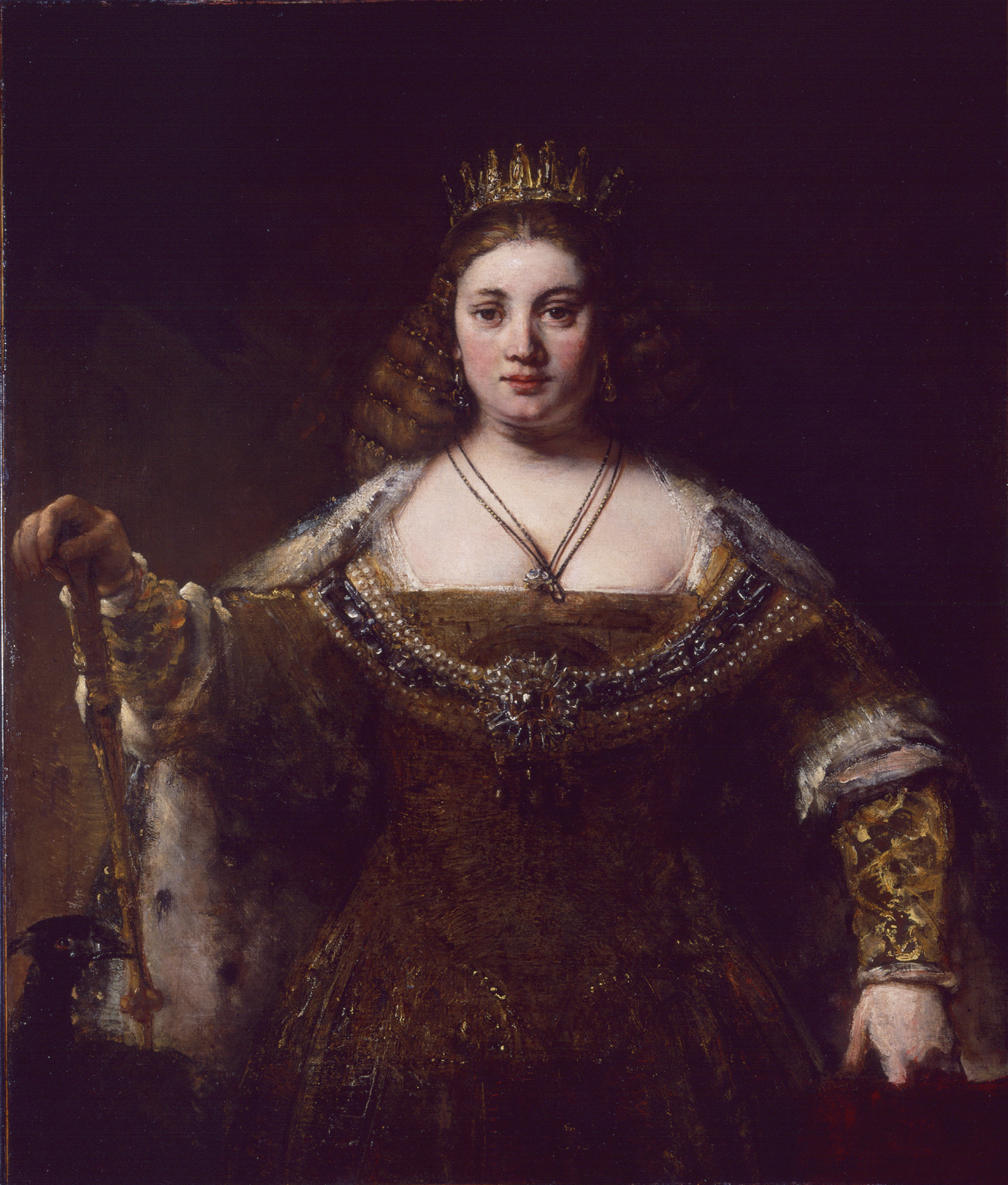
Rembrandt van Rijn: Juno, um 1662–1665
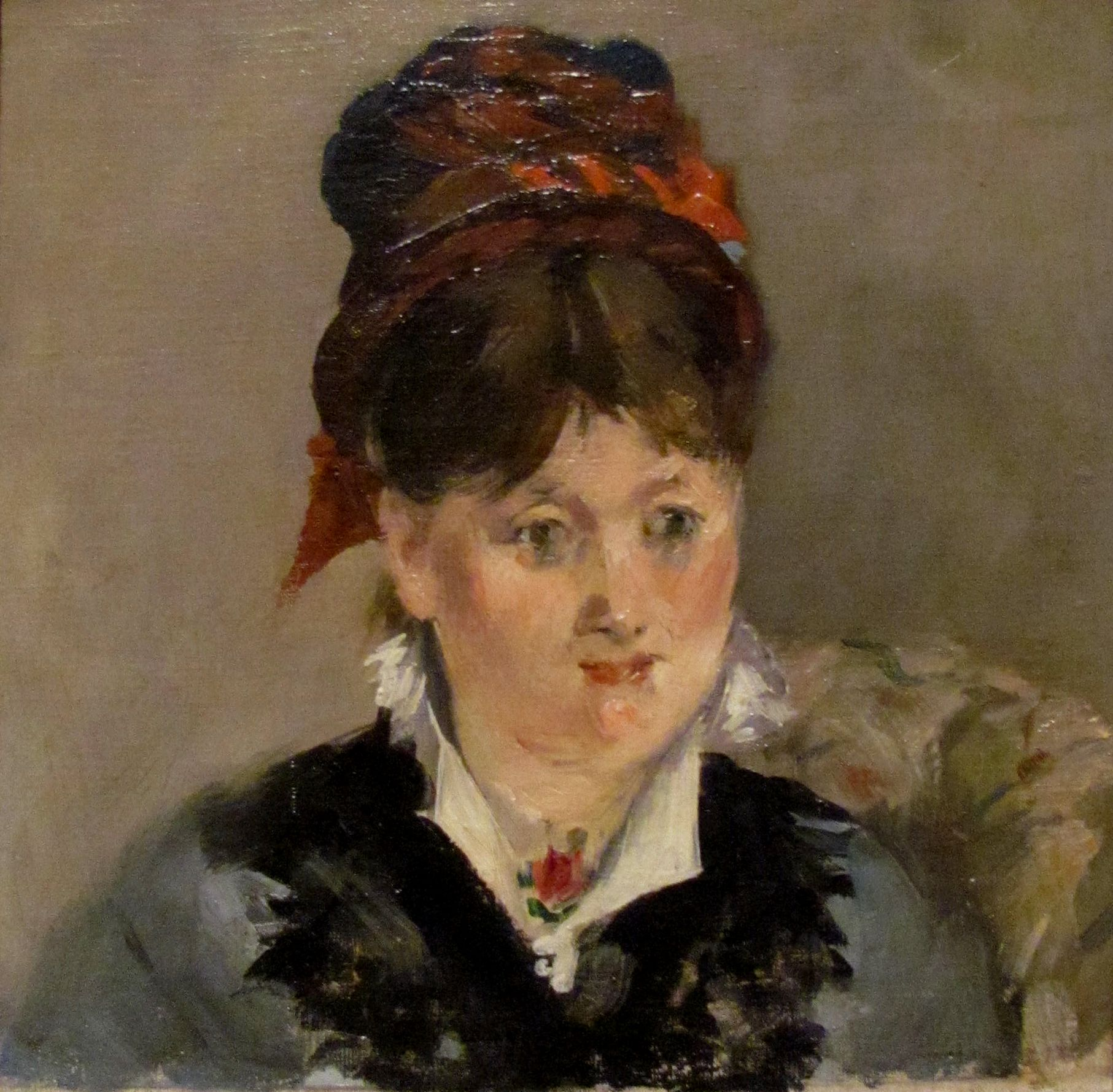
Édouard Manet: Alice Legouvé im Lehnstuhl, um 1875
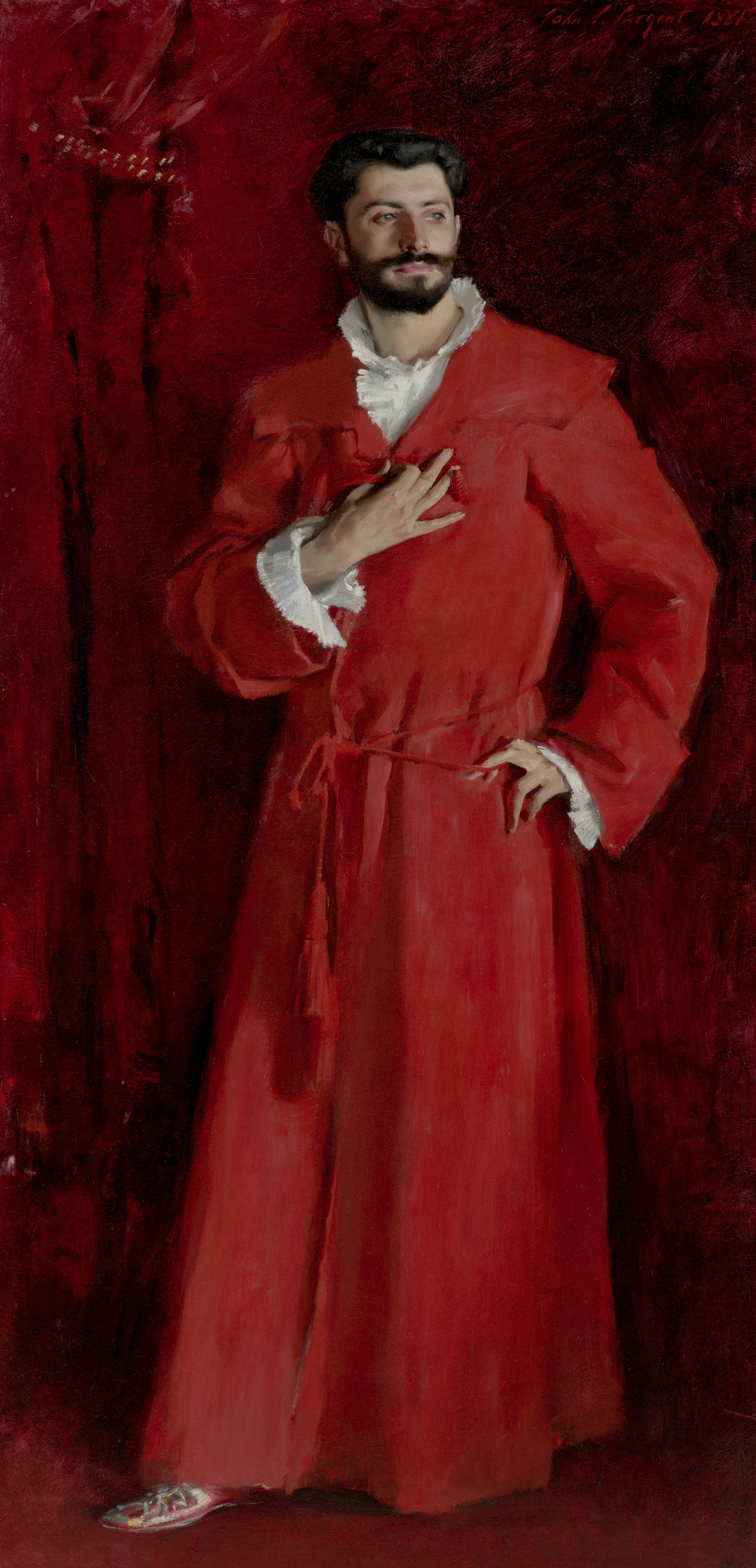
John Singer Sargent: Dr. Pozzi at Home, 1881
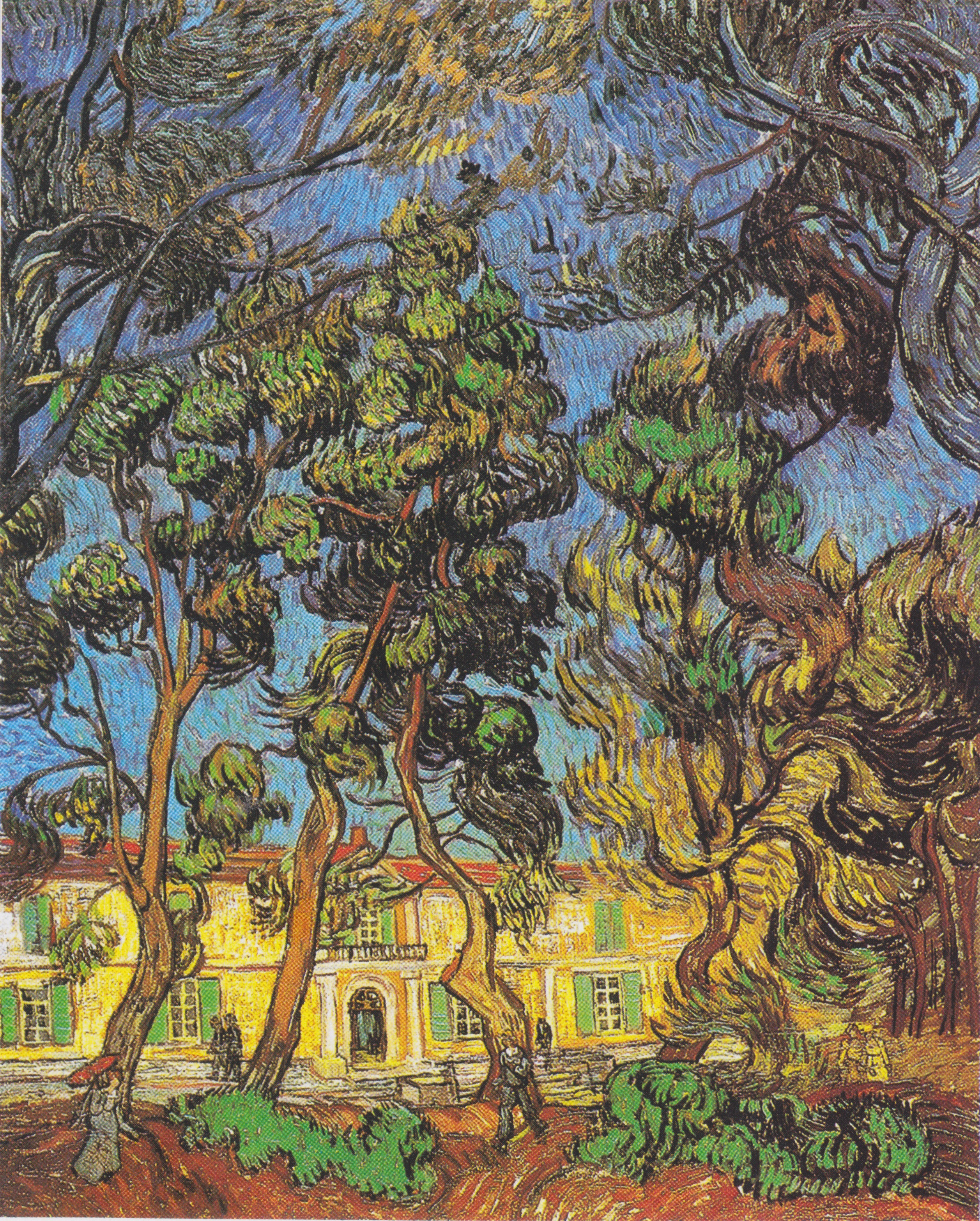
Vincent van Gogh: Bäume im Garten des Hospitals Saint-Paul, 1889
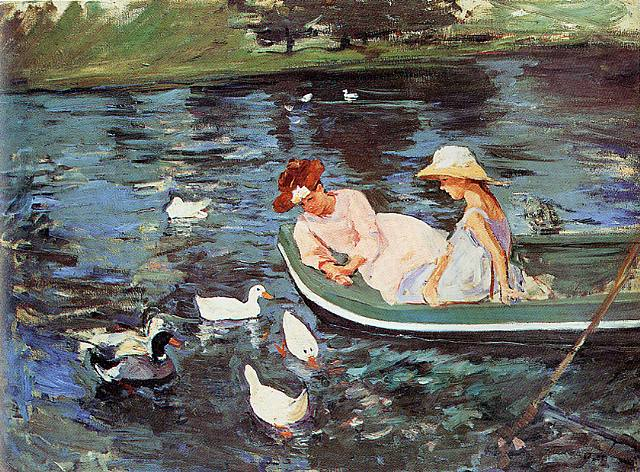
Mary Cassatt: Summertime, 1894

## Kontroverse
Das Museum geriet 1994 in die Schlagzeilen durch den Verkauf von Leonardo da Vincis Codex Leicester an Microsoft-Gründer Bill Gates für 30,8 Mio. Dollar. Dieser Codex war eines der berühmtesten Sammlungsstücke, das Hammer 1980 für 5,12 Mio. Dollar erworben hatte.
Im Widerspruch zu den Leitlinien anderer Museen, die die Gewinne aus ihren Verkäufen zum Erwerb neuer Sammlungsstücke verwenden, verkaufte das Hammer Museum den 72-seitigen wissenschaftlichen Codex zur Finanzierung seiner Ausstellungen und Veranstaltungen.

## Ausstellungen
- 2013: Llyn Foulkes
- 2013: Richard Artschwager!, die Ausstellung war 2012 vom Whitney Museum of American Art in Manhattan, New York City, USA konzipiert worden
- 2014: Nathaniel Mellors
- 2014/2015: Mario García Torres
- 2017/2018: Radical Women: Latin American Art, 1960–1985. (Mulheres Radicais: arte latino-americana, 1960–1985.) Wanderausstellung Hammer Museum, Los Angeles, Brooklyn Museum, New York, Pinacoteca de São Paulo, São Paulo[2][3]